# Analyse stratégique (sociologie)
Pour l’article homonyme, voir Analyse stratégique.
L'analyse stratégique est un paradigme de la théorie des organisations proposé par Michel Crozier et Erhard Friedberg. C'est l'analyse du comportement des acteurs donnés comme stratégiques.
D'un point de vue théorique, on peut dire qu'il prend la suite des analyses structuro-fonctionnalistes.
L'acteur au sens de Crozier-Friedberg est « celui dont le comportement (i. e. l'action) contribue à structurer un champ, c'est-à-dire à construire [des] régulations. On cherche à expliquer la construction des règles (le construit social) à partir du jeu des acteurs empiriques, calculateurs et intéressés. Ces acteurs sont dotés de rationalité, même si elle est limitée ; ils sont autonomes et entrent en interaction dans un système qui contribue à structurer leurs jeux. ». Les acteurs interviennent dans un système, l'organisation, qui doit et peut s'ajuster à des contingences et des changements de natures diverses. Cependant, il n'existe pas d'ajustement naturel – c'est-à-dire automatique et incontrôlé – mais uniquement des construits, ce qui suppose la présence d'une intentionnalité. Pour Crozier et Friedberg, ces mécanismes assumés constituent le système d'action concret.

## Théorie de l'acteur stratégique
Si l'on retient comme idée ou concept initial, qu'un système est un ensemble d'éléments en interrelation en vue de répondre à une finalité, on peut écrire que ses acteurs (pris au sens d'éléments) sont globalement interdépendants, comme l'ont montré les paradigmes successifs en théorie des organisations. Par leurs travaux individuels, par les sous-groupes dont ils font partie, ils concourent à animer et à faire (sur)vivre une organisation (une des idées que l'on retrouve aussi chez Pascal Picq dans Nouvelle histoire de l'Homme, 2006). Cette interdépendance ne signifie pas pour autant interaction : le fait que deux actions se coordonnent dans le but de remplir un objectif ne suppose pas forcément que les acteurs à l'origine de ces actions travaillent effectivement de concert, c'est-à-dire intentionnellement. 
L'analyse stratégique tente notamment de cerner les cas de figure où l'interdépendance, qui caractérise les actions, ne s'accompagne pas d'une interaction des acteurs (typiquement, les cas de stratégies concurrentes qui font malgré tout progresser l'entreprise).